# Josiah Whitney
Pour les articles homonymes, voir Whitney.
Josiah Dwight Whitney est un géologue américain né le 23 novembre 1819 à Northampton, dans le Massachusetts, et mort le 15 août 1896 au lac Sunapee (près de Sunapee), dans le New Hampshire. Il a laissé son nom au mont Whitney et au glacier Whitney.